# Orthornavirae
Das Reich Orthornavirae umfasst alle Viren, die ein RNA-Genom haben und eine RNA-abhängige RNA-Polymerase (RdRp) kodieren.
Das Reich umfasst dsRNA-, (+)ssRNA- und (-)ssRNA-Viren des Realm Riboviria, der fast alle RNA-Viren enthält. Dies entspricht den Gruppen 3, 4 respektive 5 der überkommenen Baltimore-Klassifikation.
Der Name des Taxons ist abgeleitet von griechisch ὀρθός Orthos, deutsch ‚gerade‘ sowie RNA für die Art des Genoms und dem Suffix -virae für ein Reich von Viren.

## Systematik
Das Reich Orthornavirae beinhaltet mit Stand Mai 2024 folgende Mitglieder:
Reich Orthornavirae
- Phylum Ambiviricota
  - Klasse Suforviricetes mit einziger Ordnung Crytulvirales. Darin:
    - Familie Dumbiviridae
    - Familie Quambiviridae
    - Familie Trimbiviridae
    - Familie Unambiviridae

- Phylum Duplornaviricota
  - Klasse Chrymotiviricetes mit einziger Ordnung Ghabrivirales. Darin:
    - Unterordnung Alphatotivirineae. Darin:

    - Familie Botybirnaviridae u. a. mit Botybirnavirus
    - Familie Chrysoviridae
    - Familie Fusagraviridae
    - Familie Megabirnaviridae
    - Familie Monocitiviridae
    - Familie Orthototiviridae (aus der ehem. Familie Totiviridae)
    - Familie Phlegiviridae
    - Familie Pseudototiviridae (aus der ehem. Familie Totiviridae)
    - Familie Quadriviridae
    - Familie Spiciviridae

    - Unterordnung Betatotivirineae

    - Familie Artiviridae
    - Familie Giardiaviridae
    - Familie Inseviridae
    - Familie Lebotiviridae
    - Familie Megatotiviridae (aus der ehem. Familie Totiviridae)
    - Familie Ootiviridae
    - Familie Pistolviridae
    - Familie Yadonushiviridae

    - Unterordnung Gammatotivirineae

    - Familie Alternaviridae

  - Klasse Resentoviricetes mit einziger Ordnung Reovirales. Darin:
    - Familie Sedoreoviridae
    - Familie Spinareoviridae

  - Klasse Vidaverviricetes mit einziger Ordnung Mindivirales. Darin:
    - Familie Cystoviridae

- Phylum Kitrinoviricota

- Klasse Alsuviricetes

- Ordnung Hepelivirales u. a. mit Familie Hepeviridae
- Ordnung Martellivirales
- Ordnung Tymovirales

- Klasse Flasuviricetes mit einziger Ordnung  Amarillovirales, diese mit einziger Familie Flaviviridae
- Klasse Magsaviricetes mit einziger Ordnung Nodamuvirales. Darin:

- Familie Nodaviridae
- Familie Sinhaliviridae

- Klasse Tolucaviricetes mit einziger Ordnung Tolivirales. Darin:

- Familie Carmotetraviridae
- Familie Tombusviridae

Die vorgeschlagene Spezies „Spodoptera-litura-Männchen-tötendes Virus“  („Spodoptera litura male-killing virus“, SlMKV oder SLMKV) ist nach den Autoren Nagamine et al. (2023) nahe verwandt mit der Ordnung Tolivirales und könnte daher ebenfalls der Klasse Tolucaviricetes angehören, auch wenn sie in der Taxonomie des NCBI als „unclassified Riboviria“ geführt wird.
- Phylum Lenarviricota u. a. mit den Phagen MS2 und Qβ

- Phylum Negarnaviricota u. a. mit den Influenzaviren

- Phylum Pisuviricota

- Phylum „Arctiviricota“ (Vorschlag)

- Phylum „Paraxenoviricota“ (Vorschlag)

- Phylum „Pomiviricota“ (Vorschlag)

- Phylum „Taraviricota“ (Vorschlag) (benannt nach dem Tara Oceans Consortium)
  - Klade „Quenyaviren“ (englisch „quenyaviruses“, Vorschlag)
Spezies „Ips quenya-like virus 1“, „Kwi-Virus“, „Nai-Virus“, „Nete-Virus“ und „Sina-Virus“ (Vorschläge)

- Phylum „Wamoviricota“ (Vorschlag)

- ohne Zuordnung zu einem Phylum oder einer Klasse (Incertae sedis):
  - Familie Birnaviridae
  - Familie Permutotetraviridae

Die fünf im April 2022 vorgeschlagenen Phyla umfassen etwa 5.500 Kandidatenspezies.
Vereinfachtes Kladogramm nach Wolf et al. (2018):
|  | \| \| Negarnaviricota \| \| \| \| \| \| Duplornaviricota \| \| \| \| |
|  |                                                                      |
|  | Kitrinoviricota                                                      |
|  |                                                                      |
|  | Negarnaviricota                                                      |
|  |                                                                      |
|  | Duplornaviricota                                                     |
|  |                                                                      |

|  | Negarnaviricota  |
|  |                  |
|  | Duplornaviricota |
|  |                  |

|  | \| \| Negarnaviricota \| \| \| \| \| \| Duplornaviricota \| \| \| \| |
|  |                                                                      |
|  | Kitrinoviricota                                                      |
|  |                                                                      |
|  | Negarnaviricota                                                      |
|  |                                                                      |
|  | Duplornaviricota                                                     |
|  |                                                                      |

|  | Negarnaviricota  |
|  |                  |
|  | Duplornaviricota |
|  |                  |

|  | \| \| Negarnaviricota \| \| \| \| \| \| Duplornaviricota \| \| \| \| |
|  |                                                                      |
|  | Kitrinoviricota                                                      |
|  |                                                                      |
|  | Negarnaviricota                                                      |
|  |                                                                      |
|  | Duplornaviricota                                                     |
|  |                                                                      |

|  | Negarnaviricota  |
|  |                  |
|  | Duplornaviricota |
|  |                  |

|  | \| \| Negarnaviricota \| \| \| \| \| \| Duplornaviricota \| \| \| \| |
|  |                                                                      |
|  | Kitrinoviricota                                                      |
|  |                                                                      |
|  | Negarnaviricota                                                      |
|  |                                                                      |
|  | Duplornaviricota                                                     |
|  |                                                                      |

|  | Negarnaviricota  |
|  |                  |
|  | Duplornaviricota |
|  |                  |

Eine detaillierte Darstellung ist in der folgenden Grafik gegeben:

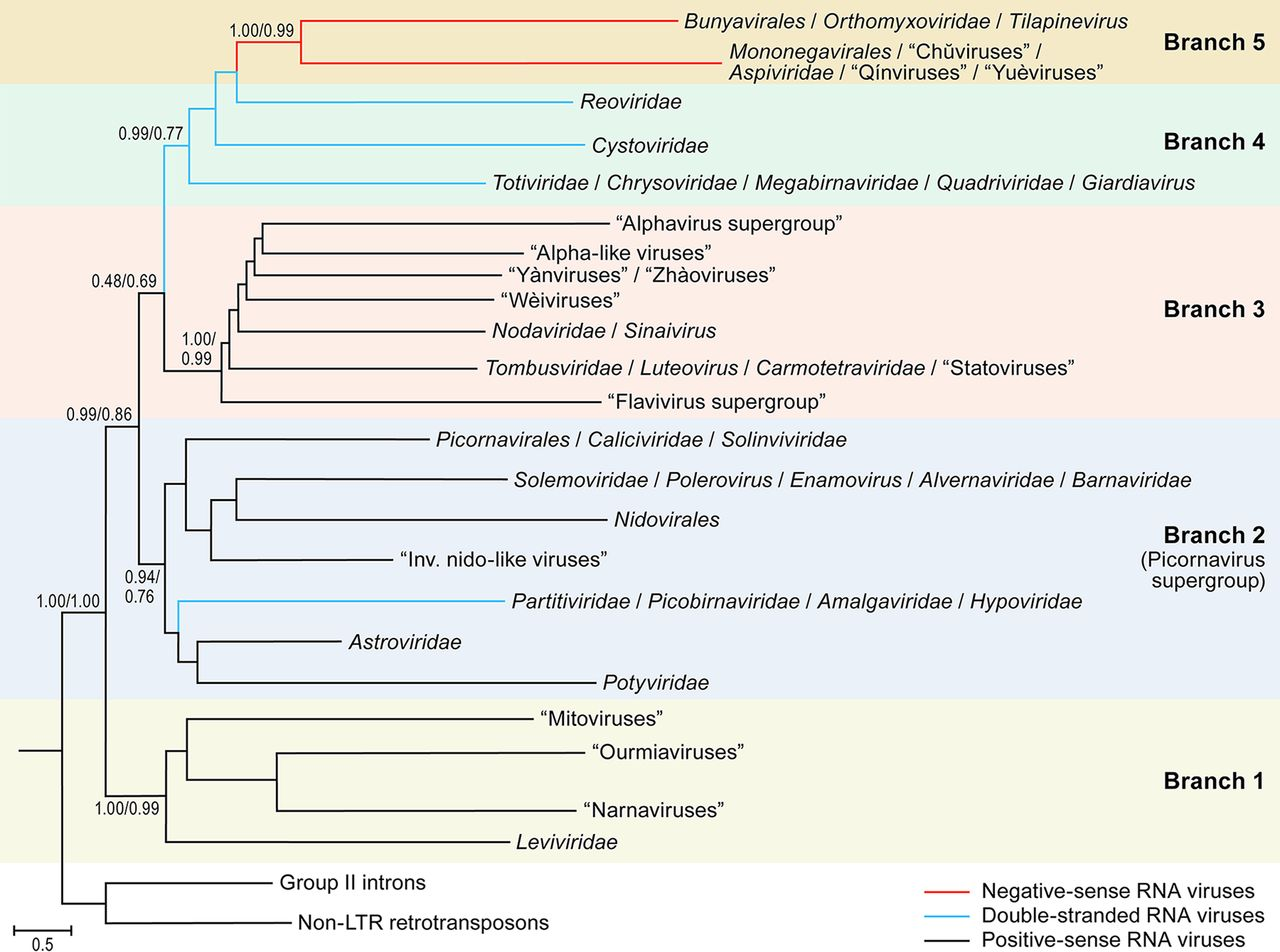
Phylogenetischer Baum mit den abzweigenden Phyla der Negarnaviricota (Zweig 5, braun), Duplornaviricota (Zweig 4, grün), Kitrinoviricota (Zweig 3, pink), Pisuviricota (Zweig 2, blau) und Lenarviricota (Zweig 1, gelb)

## Evolution
Es wird vermutet, dass die RNA-Viren der Orthornavirae bereits in der RNA-Welt oder in Protobionten vor dem Urvorfahr aller heutigen zellulären Organismen (Bakterien sowie Archaeen und Eukaryoten) entstanden. Den Lenarviricota fehlen nämlich die Kapside – mit Ausnahme einiger Leviviren (Ordnung Levivirales). Zudem haben diese im Vergleich zu den anderen Viren der Orthornavirae die am stärksten divergierenden Proteine, so dass sie der Ursprung der meisten mobilen genetischen Elemente (MGEs) sein könnten, die bei zellulären Organismen und DNA-Viren zu finden sind.
Die meisten Prokaryoten infizierenden RNA-Viren (RNA-Phagen) könnten innerhalb der Jahrmillionen ausgestorben sein oder auf Eukaryoten übergesprungen sein, wo sie gute Bedingungen für ihre Replikation vorfanden, etwa im Vorhandensein des eukaryotischen Cytosols. Umgekehrt hatten Prokaryoten in dieser Zeit Abwehrmechanismen (wie CRISPR) entwickelt, die es den meisten RNA-Viren unmöglich machen, sich in ihnen zu replizieren.